# Jordan Peele
Jordan Haworth Peele (sinh ngày 21 tháng 2 năm 1979) là một nam diễn viên, nghệ sĩ hài kiêm nhà làm phim người Mỹ.
Peele từng đạo diễn phim kinh dị Trốn thoát, Chúng ta và Không. Các tác phẩm của anh đều nhận được nhiều phản hồi tích cực từ công chúng cũng như thành công về mặt doanh thu.

## Thời thơ ấu
Peele sinh ra tại New York, mẹ anh, bà Lucinda Williams, đơn thân nuôi anh trong một ngôi nhà tại quận Manhattan (mẹ anh là người da trắng, cha anh là người da màu).

## Đời tư
Peele hẹn hò với nữ diễn viên Chelsea Peretti từ năm 2013. Họ đính hôn vào tháng 11 năm 2015. Ngày 1/7/2017, Peretti sinh con trai đầu lòng.

## Danh sách phim

### Điện ảnh
| Năm  | Tên                                      | Diễn viên | Đạo diễn | Biên kịch | Nhà sản xuất | Vai                                         | Ghi chú       |
| ---- | ---------------------------------------- | --------- | -------- | --------- | ------------ | ------------------------------------------- | ------------- |
| 2008 | Boner Boyz!                              | Làm       | Không    | Không     | Không        | D-Rock Peppers                              | Phim ngắn     |
| 2010 | 3B                                       | Làm       | Không    | Không     | Không        | Rob                                         | Phim ngắn     |
| 2010 | Little Fockers                           | Làm       | Không    | Không     | Không        | EMT                                         |               |
| 2012 | Wanderlust                               | Làm       | Không    | Không     | Không        | Rodney                                      |               |
| 2013 | The Sidekick                             | Làm       | Không    | Không     | Không        | Sidecar Willy                               | Phim ngắn     |
| 2016 | Keanu                                    | Làm       | Không    | Làm       | Làm          | Rell, Oil Dresden                           |               |
| 2016 | Storks                                   | Làm       | Không    | Không     | Không        | Beta Wolf (lồng tiếng)                      |               |
| 2017 | Get Out                                  | Làm       | Làm      | Làm       | Làm          | Wounded Deer, thuyết minh UNCF (lồng tiếng) |               |
| 2017 | Captain Underpants: The First Epic Movie | Làm       | Không    | Không     | Không        | Melvin Sneedly (lồng tiếng)                 |               |
| 2018 | BlacKkKlansman                           | Không     | Không    | Không     | Làm          | —                                           |               |
| 2019 | Us                                       | Làm       | Làm      | Làm       | Làm          | Dying Rabbit (lồng tiếng)                   |               |
| 2019 | Toy Story 4                              | Làm       | Không    | Không     | Không        | Bunny (lồng tiếng)                          | Đang sản xuất |
| 2019 | Abruptio                                 | Làm       | Không    | Không     | Không        | Danny                                       | Đang sản xuất |

## Giải thưởng và đề cử
Phim Get Out của Jordan từng thắng một giải Oscar năm 2017 ở hạng mục Phim có kịch bản xuất sắc nhất.
| Năm  | Hạng mục                   | Đối tượng đề cử | Kết quả   |
| ---- | -------------------------- | --------------- | --------- |
| 2018 | Phim hay nhất              | Get Out         | Đề cử     |
| 2018 | Đạo diễn xuất sắc nhất     | Get Out         | Đề cử     |
| 2018 | Kịch bản gốc xuất sắc nhất | Get Out         | Đoạt giải |
| 2019 | Phim hay nhất              | BlacKkKlansman  | Đề cử     |